# Patay-kastély (Gomba)
A Patay-kastély egy műemlékileg védett kastély a Pest vármegyei Gomba községben. Műemlékvédelmi törzsszáma 7032.

## Története
A 18. sz. végén épült klasszicista stílusban. Abban az időben itt volt a falu Monor felé eső széle. Eredetileg birtok- és gazdasági központ (majorság) volt. 1795-ben bővítették kastéllyá; miután elkészült, itt lakott báji Patay I. József (1740-1819) és Fáy Bora. 
Legismertebb tulajdonosa unokájuk, báji Patay II. József (1797 v. 1804 -?) a reformkori ellenzék vezére, Kossuth legfőbb kortese volt. Ő 1820-tól élt itt feleségével, Bárczay Franciskával. 1861-től báji Patay Ferenc és báró Podmaniczky Gizella lakta; 1940-ig báji Patay III. József birtokolta.
A 2. világháború után egy ideig művelődési ház és autós kertmozi volt itt, majd állaga annyira leromlott, hogy kiürítették. Azóta is elhagyatva áll; a falu honlapja szerint „jelenleg felújításra vár, nem látogatható”. A hátsó (kerti) homlokzat előtt „futball- és sportpályát alakítottak ki”.
A kastély neves vendégei voltak: Nyáry Pál, Schodelné Klein Rozália, Ráday Gedeon, Wartensleben Ágoston, Fáy András.

## Az épület
A szabadon álló, részben egyemeletes kastélyt az évszázadok során toldalékokkal egészítették ki. Ettől alaprajza szabálytalanná vált.
A főépület középső része egyemeletes, egy-egy ablaktengelyes szélei földszintesek. A háromtengelyes emeletes részt háromszögletű oromzat zárja le.  Az emeletes részt falsáv kereteli; földszintjén 
konzollal díszített pilaszter látható. A homlokzat közepén rizalit ível elő. Földszintjén a kettős falsávval keretelt faltükörben egyenesen záródó ajtó mellett egy-egy ablak nyílik. Az ajtó feletti egykori erkélyből csak a négy vaskonzol és az erkélyajtó nyílása maradt meg. Ennek két oldalán ugyancsak egy-egy ablak látható. A rizalitot fedő nyeregtető a hátsó homlokzaton is folytatódik — ez a bejárati részhez hasonló beosztású, szintén kétszintes.
Az épület mindkét oldalához homorított ívű földszintes szárny kapcsolódik, a sarkoknál hegyesszögben előreugró, egyemeletes, egytengelyes, sátortetővel fedett toronnyal. Lent ajtajuk, fent ablakaik egyenesen záródnak. A bal oldali toronyhoz kis, emeletes épületrész kapcsolódik. 
A hátsó homlokzat rizalitja előtt valaha nyitott, fa veranda állt. A két szárnyépületen három-három egyenesen záródó ablak nyílt. Ezek közül a jobbszélsőt idővel ajtóvá alakították, majd befalazták.
Egyes helyiségek mennyezete boltozatos, másoké sík.

## Jelenlegi hasznosítása
A felszabadulás után egy ideig művelődési ház, majd könyvtár működött benne. Leromlott állapota miatt kiürítették, majd az önkormányzat eladta. 2007-ben felújításra várt — a falu honlapja szerint ez az állapot 2016 elejéig mit sem változott.